# Wéber Attila
Wéber Attila (Budapest, 1968. február 21.) magyar gitáros, a Sámán és az Ossian heavy metal együttesek egykori tagja.

## Pályafutása
Tinédzserként Nagyfi Lászlótól a Pokolgép akkori gitárosától tanult gitározni, miközben gyerekkori barátaival megalapították a Sámán zenekart. A Sámán felállása folyamatosan változott, leginkább a kötelező sorkatonai szolgálat hátráltatta egy állandó tagság kialakulását. 
A Dorozsmai Stúdióban rögzített 1987-es második demón Wéber Attila gitározott Ángyán Tamás mellett. A zenekar rendszeresen játszott a Pokolgép előtt, Budapesten pedig havonta léptek fel az Ossian és a Missió társaságában több száz metalrajongó előtt. A növekvő ismertséget azonban csak az Ossiánnak sikerült nagylemezre váltania, a Sámánnak nem. Wéber a katonaság után 1990-ben tért vissza az együttes soraiba, de nem sokkal később újra távozott.
2005-ben a Hammer Records lemezkiadó támogatásával készült el a korai dalokat felvonultató Sámán-nagylemez, mementóként az utókor számára. A Sámán feltámasztásáról azonban nem volt szó, hiszen minden egykori tag már más együttesekben zenélt aktívan.
Wébert 1999-ben hívta el a nem sokkal korábban újjáalakult Ossianba Paksi Endre énekes. A 2000-ben megjelent Gyújtópontban albumon játszott először és másfél évtizeden keresztül volt tagja az együttesnek. Ez idő alatt tizenegy stúdióalbum és két koncertlemez elkészítésében vett részt. Az Ossianból 2014-ben távozott és felhagyott az aktív zenéléssel.
Wéber 2018-ban újra feltűnt a színen. Egykori zenésztársával, Molics Zsolttal készítettek új dalt (Nyugtalan vér), amit elő is adtak az énekes 50., a Cool Head Klan 20. születésnapja alkalmából rendezett koncerten, szeptember 9-én, a Rock On Festen, Budapesten, a Barba Negra Trackben.

## Diszkográfia
Sámán
- Demo (1987)
- Sámán (2005)

Ossian
- Gyújtópontban (2000)
- Titkos ünnep (2001)
- Árnyékból a fénybe (2002)
- Hangerőmű (2003)
- Tűzkeresztség (2004)
- A szabadság fantomja (2005)
- Létünk a bizonyíték (koncertalbum, 2006)
- A lélek hangja (válogatás, 2006)
- Örök tűz (2007)
- Küldetés (2008)
- Best of 1998-2008 (válogatás, 2009)
- Egyszer az életben (2009)
- Az lesz a győztes (2011)
- 25 éves jubileumi koncert (koncertalbum, 2011)
- A tűz jegyében (2013)

MolicsrocK & Wéber Attila
- Nyugtalan vér (dal, 2018)

## Felszerelése

### Gitárok
- Ibanez RG-560
- Ibanez RG-570
- Edwards Explorer
- Prehoda Custom
- Gibson Les Paul Classic
- ESP Eclipse

### Technika
- Marshall 9100 végfok
- Line 6 X3 Pro előfok
- Line 6 Vintage 412B láda
- Rexer VRD-2000 adóvevő

### Húrok
- Elixir